# Sint-Nicolaaskerk (Gdańsk)
De Sint-Nicolaaskerk in Danzig is de enige gotische baksteenkerk van de stad, die de gevechten tijdens de Tweede Wereldoorlog in april 1945 ongeschonden overleefde. Na de oorlog namen Dominicanen uit Lemberg de kerk over. Sinds 1957 prijkt de Sint-Nicolaaskerk op de monumentenlijst van Danzig.

## Geschiedenis

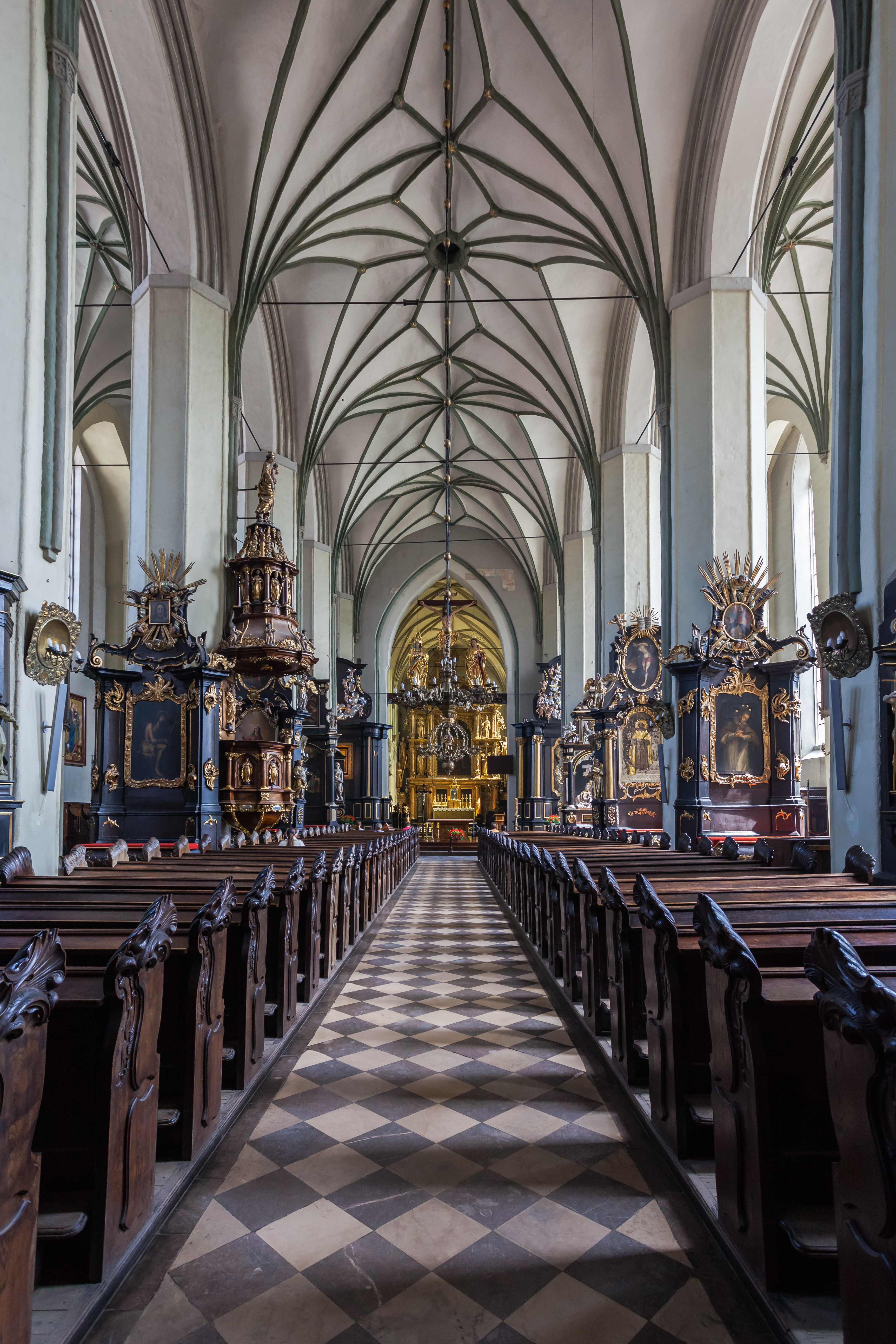
Overzicht interieur van de Nicolaaskerk

De eerste Nicolaaskerk in Danzig ontstond waarschijnlijk rond het jaar 1185. Op 22 januari 1227 werd de kerk door de pommerse hertog Swantopolk II overgedragen aan de broeders van de Dominicaanse orde, die door Hyacinthus van Polen naar de stad werden gebracht. Bij de kerk werd een klooster gebouwd. Het kerkgebouw werd in 1239 gewijd.
De bouw van de huidige kerk begon na 1384. Eerst ontstond het koor met vier traveeën, daarna de drieschepige, zes traveeën lange hallenkerk.  Elk schip werd 37 meter lang en 16 meter hoog, het koor 25 meter lang en 9,30 meter breed. De kerk had kreeg zadeldak. In 1487 werden stergewelven aangebracht. De gewelven rusten op tien achthoekige pijlers. De toren werd met een achthoekige opbouw verhoogd. Onder de vloer bevinden zich crypten.
Tijdens de reformatie werd de kerk in 1525 en 1576 aangevallen en geplunderd, de monniken werden verdreven en enkele broeders werden zelfs vermoord. In 1564 volgde de officiële overdracht aan de protestanten. De schatkamer van het klooster werd bij het raadhuis gevoegd. Nadat de Poolse koning Sigismund II protest aantekende, kregen de Dominicanen in 1567 hun klooster terug.
Tegen het einde van de 17e eeuw werd de gotische Hyacinthuskapel aan de noordelijke zijde van het koor verbouwd.
Russische artilleriebeschietingen in 1813 legden de kloostergebouwen in as. De Dominicanen werden ten slotte in 1834 uit Danzig verdreven en de kloostergebouwen werden afgebroken. Voortaan werd de Nicolaaskerk een gewone parochiekerk, die in 1929 tot basilica minor verheven werd.
Als door een wonder werd in 1945 het gotische bouwwerk bij de algehele vernietiging van Danzig door gevechten gespaard. Een theorie zegt dat de kerk door het Rode Leger werd ontzien vanwege de schutspatroon; Nicolaas wordt immer in Rusland bijzonder sterk vereerd. Een andere verhaal wil dat de toenmalige pastoor van de kerk het Rode Leger omkocht door alcohol te leveren. Deze alcohol lag opgeslagen in de crypte van de kerk en het verwoesten van de kerk zou ook het verlies van de alcoholvoorraad betekenen.
Na de Tweede Wereldoorlog keerden de aanwezigheid van Dominicanen terug naar Danzig. De Sovjets hadden de Poolse bevolking en dus ook de Poolse broeders uit hun klooster in Lemberg verdreven en het Duitse Danzig viel vanaf 1945 toe aan Polen. De broeders namen uit Lemberg het miraculeuze Maria-icoon uit hun kloosterkerk mee, dat al sinds 1260 in hun bezit is en zich tegenwoordig in een van de altaren van de Nicolaaskerk bevindt.

## Interieur
Tot de oudste kunstwerken behoren de gotische piëta uit het begin van de 15e eeuw, de fresco's aan de noordelijke muur van het koor (rond 1430) met scènes uit de lijdensgeschiedenis, het gotische schilderij van de Madonna met Kind (1466) en de triomfbalk met het kruis (circa 1520). Aan beide zijden van het koor bevindt zich het gotische koorgestoelte met een rococo-rugleuning.
Het rijkelijk versierde hoogaltaar ontstond in 1643. In het renaissance-altaar bevindt zich het schilderij (1647) van August Ranisch, dat de heilige Nicolaas voorstelt die neerknielt voor Christus en van Hem een boek ontvangt en voor Maria, die hem een mijter schenkt. Boven in de top van het altaar bevindt zich een Madonna in een mandorla.
Naast het hoogaltaar bleven er nog twaalf voornamelijk barokke altaren bewaard. In het zuidelijke zijschip bevindt zich een zwart marmeren wijwaterbekken uit de 18e eeuw. Daar tegenover staat een barok doopvont (1732). De doopvont wordt ondersteund door de 50 cm hoge figuren van de vier evangelisten. In 1977 werd het barokke orgel gemoderniseerd.

## Afbeeldingen

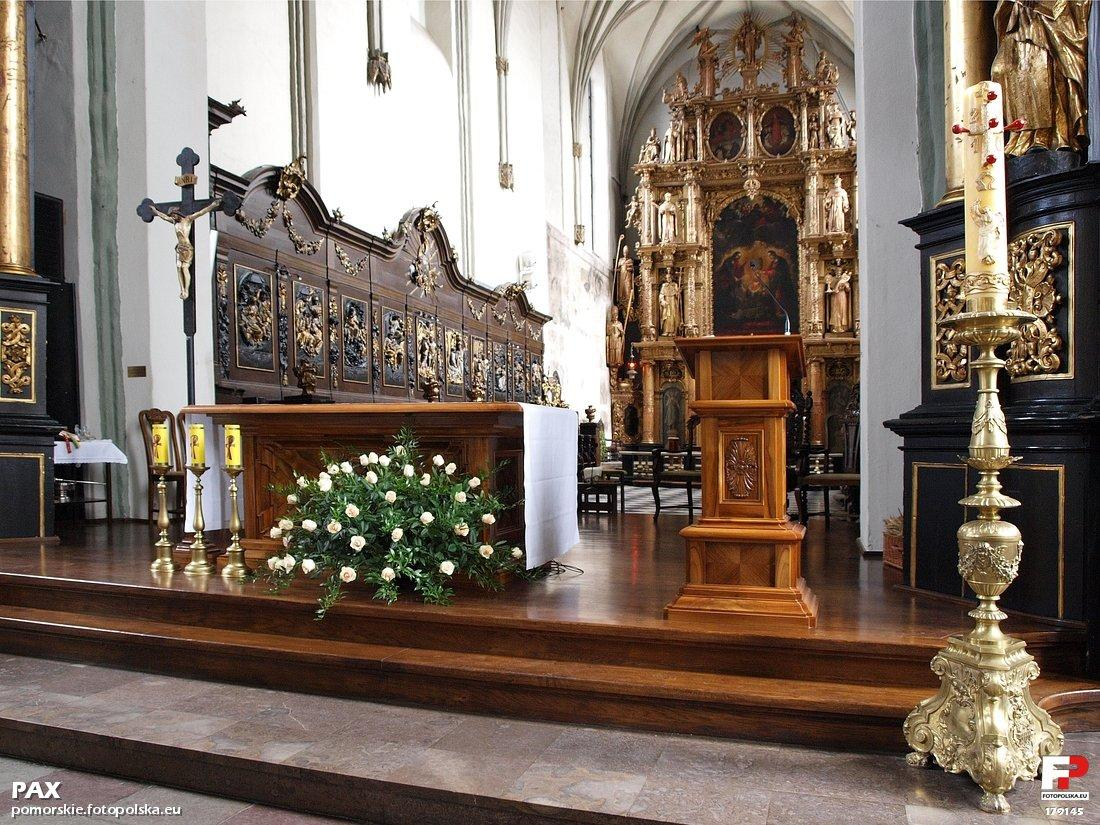
Koor
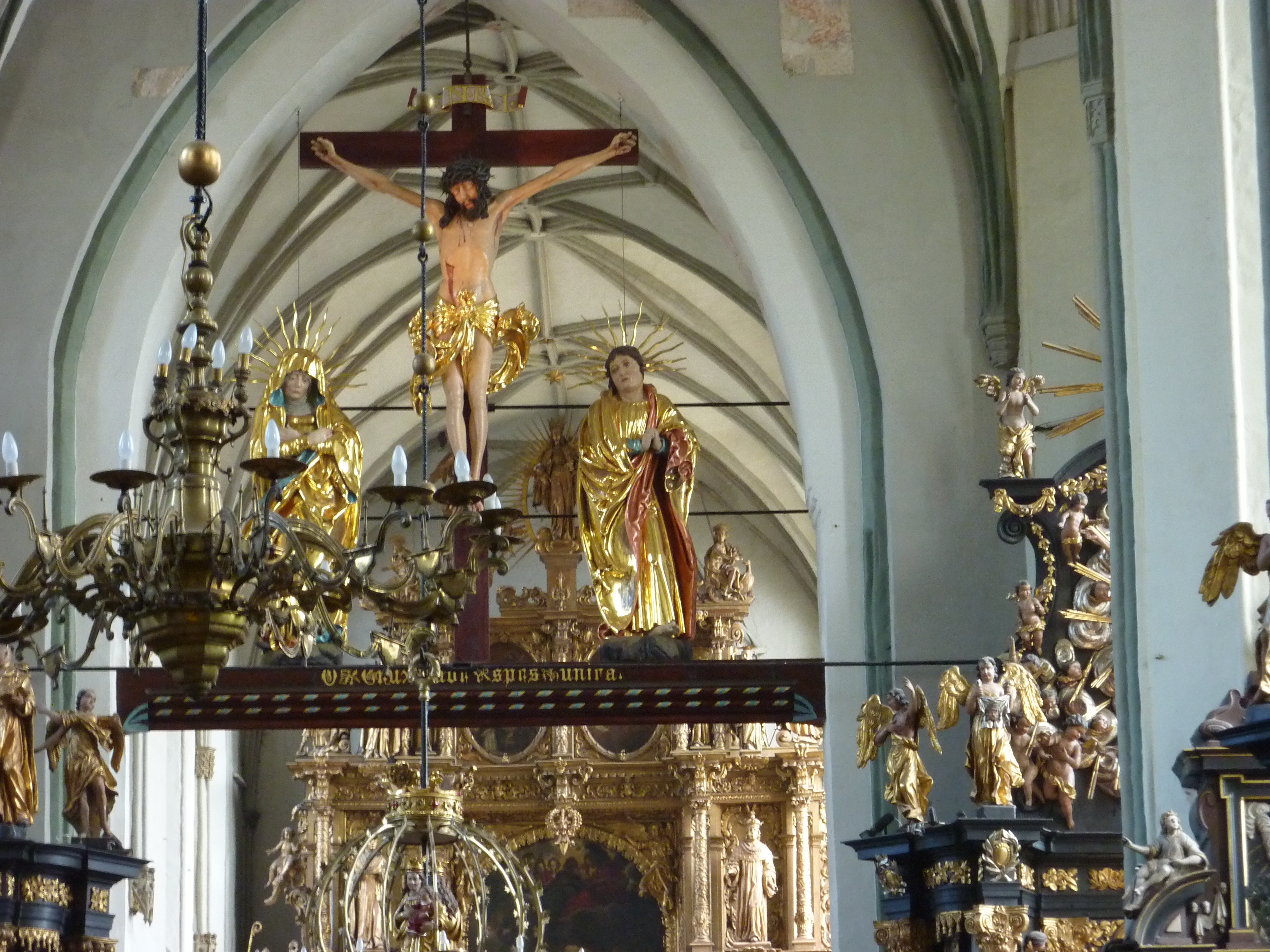
Triomfkruis
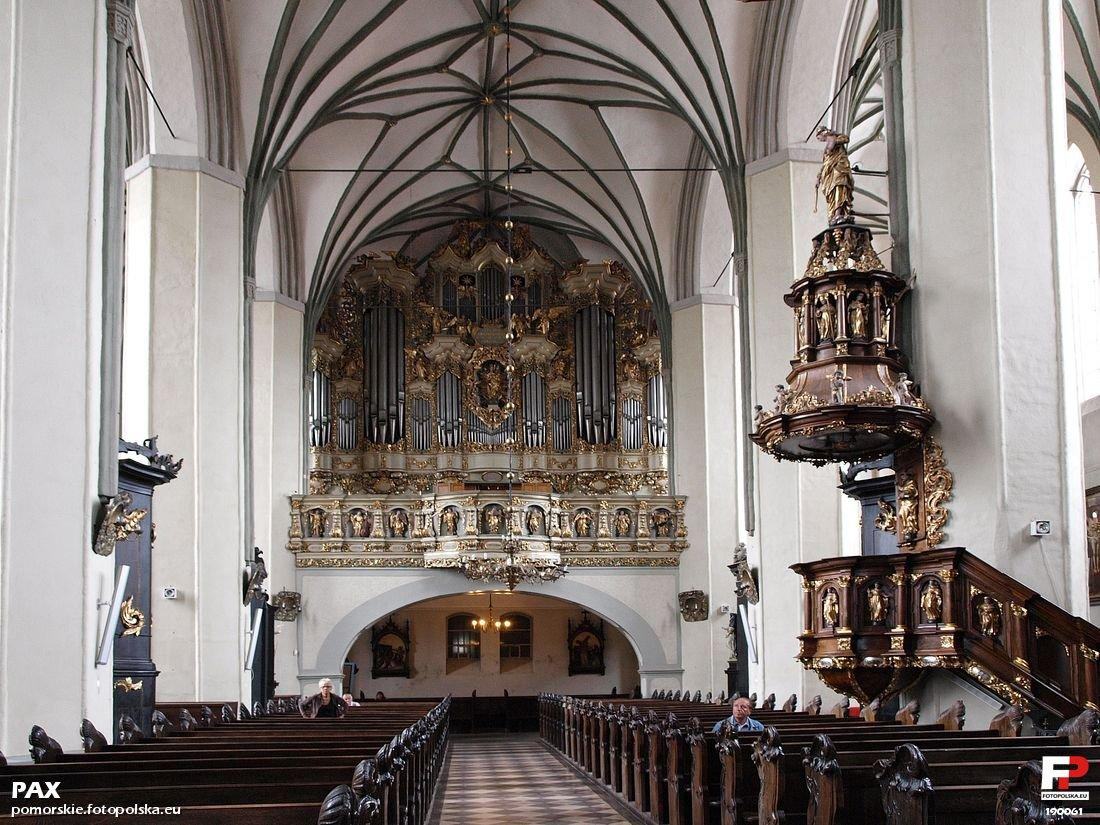
Orgel en preekstoel
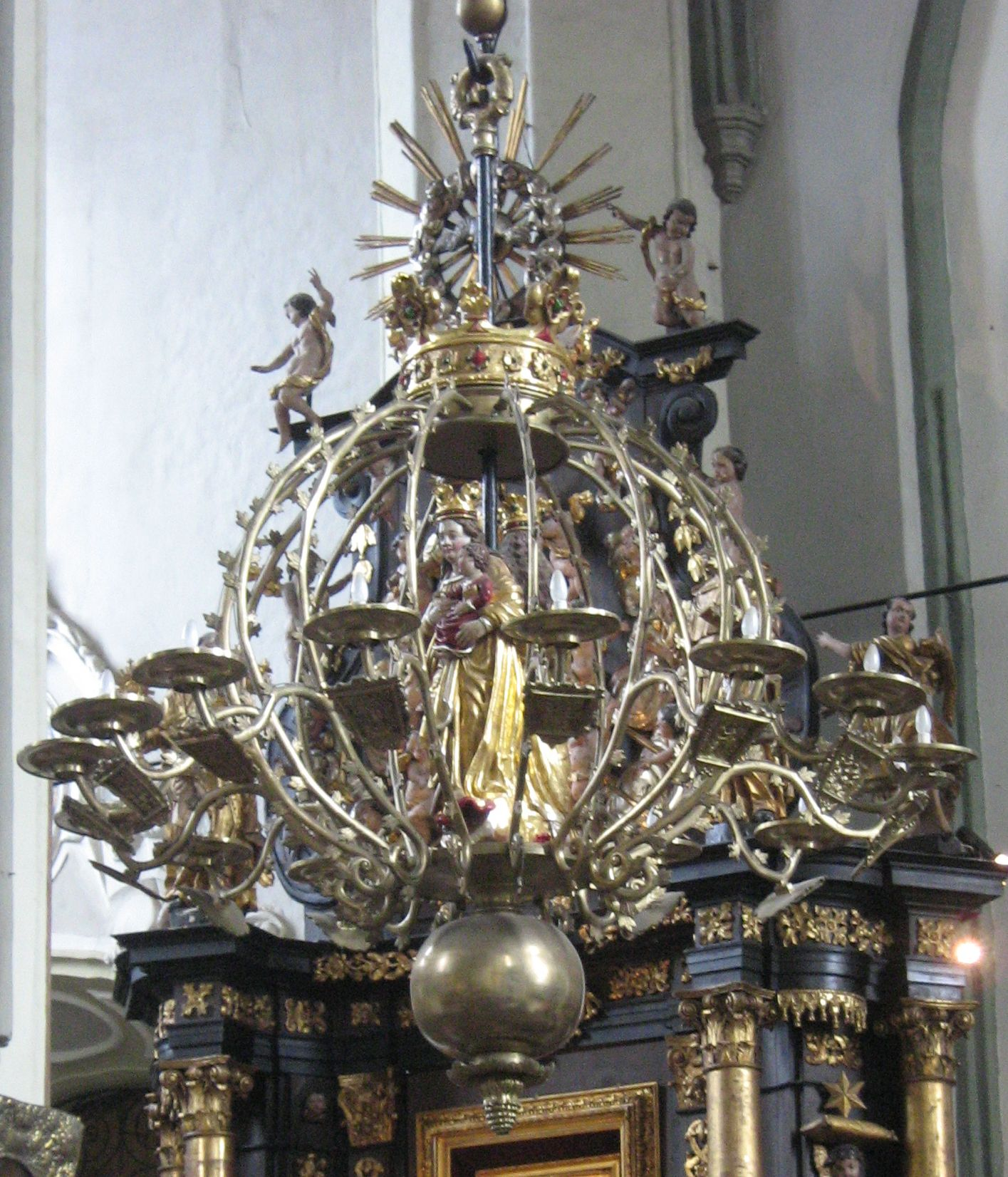
Gotisch beeld Maria en Kind
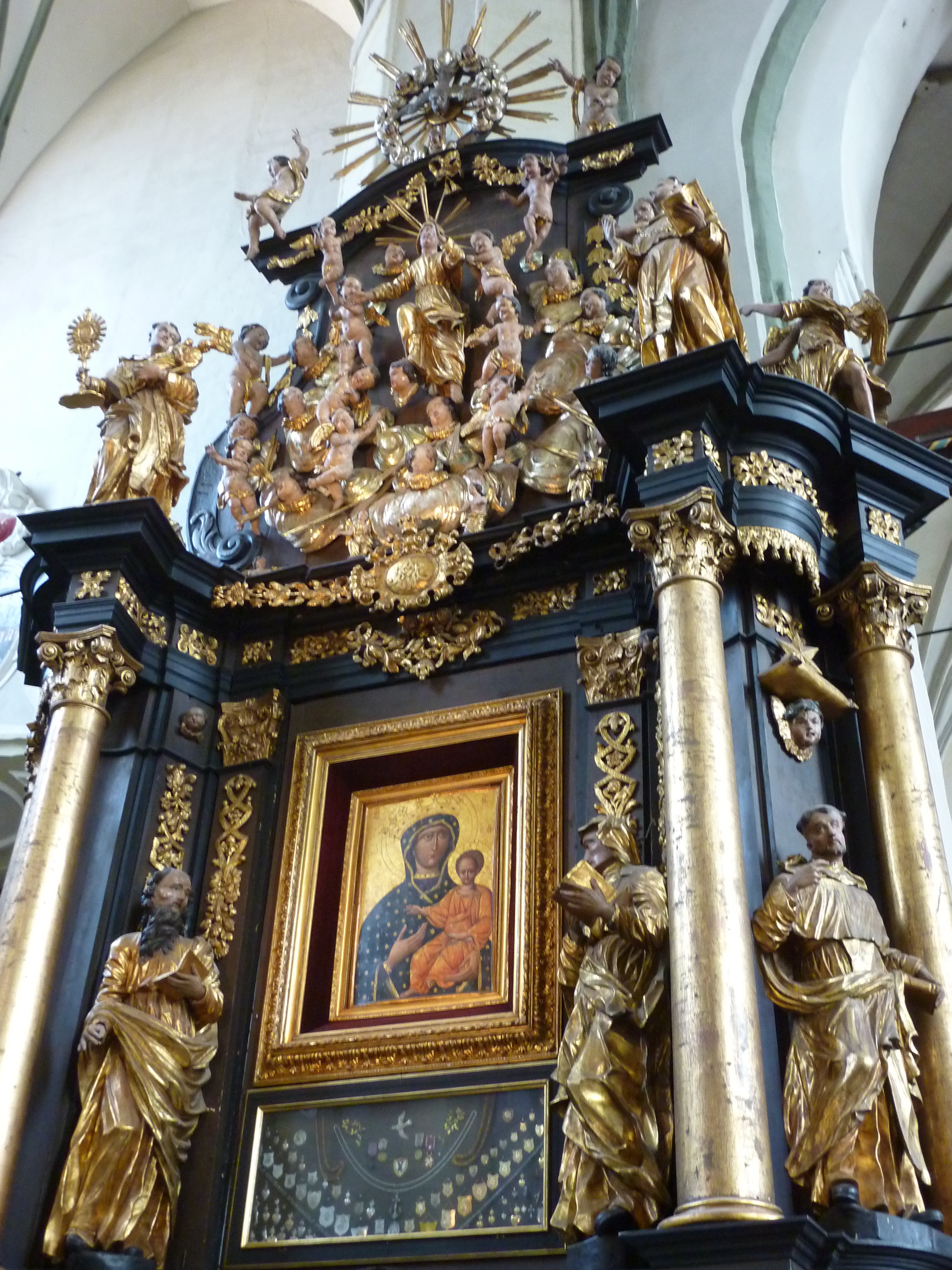
Altaar met het miraculeuze icoon
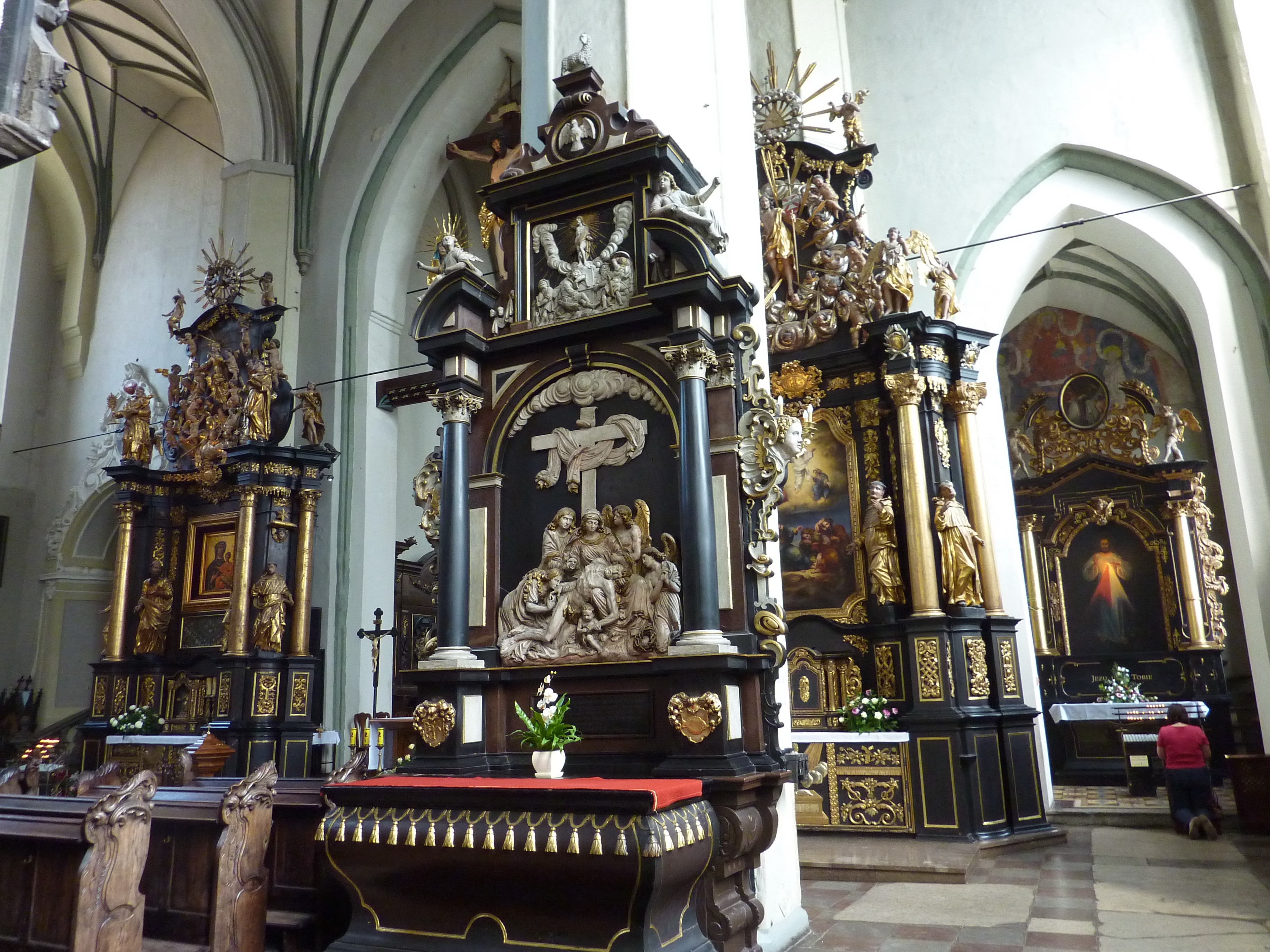
Zijaltaren